# Condylostylus exemtus
Condylostylus exemtus är en tvåvingeart som först beskrevs av Walker 1852.  Condylostylus exemtus ingår i släktet Condylostylus och familjen styltflugor. Inga underarter finns listade i Catalogue of Life.